# 文化饅頭
文化饅頭（ぶんかまんじゅう）は、かつて名古屋市の名古屋三越栄本店内の店舗で販売されていた和菓子。（現在はない）
「とうまん」、「金萬」、「都まんじゅう」、「ロンドン焼」、「都まん」、「金生饅頭」など日本全国に関連する商品あり。